# Hesionides maxima
Hesionides maxima är en ringmaskart som beskrevs av Westheide 1967. Hesionides maxima ingår i släktet Hesionides och familjen Hesionidae. Arten är reproducerande i Sverige. Inga underarter finns listade i Catalogue of Life.